# MJG島根
MJG島根（MJGしまね）は、島根県松江市に本拠地を置き、日本野球連盟に加盟している社会人野球のクラブチームである。島根県野球連盟に所属。

## 概要・経歴
島根県松江市にある三原住設工業がスポンサーであり、チーム名のMJGは「MIHARA JUUSETSU GROUP」の略である。また、球団事務所も松江市内に置いている。
1997年、前身となる三原住設工業軟式野球部を発足。2011年1月29日、社会人野球のクラブチームとして『MJG島根』を設立。2011年3月4日付けで、日本野球連盟に加盟。島根県内では、2002年に島根商科専門学校（現・専門学校松江総合ビジネスカレッジ）が日本野球連盟を脱退して以来、47都道府県で唯一加盟チームがなかったため、9年ぶりの復活となる。
2011年4月、第41回JABA徳山大会にて公式戦初勝利。
2015年、JABA徳山大会で準優勝。

## 主な成績
- JABA中・四国クラブ野球選手権大会：優勝2回、準優勝1回
- 西日本クラブカップ：出場1回
- 2011年、岡山県社会人野球選手権大会 準優勝
- 2012年、西日本クラブリーグチャンピオン決定戦 優勝
- 2015年、JABA徳山大会 準優勝